# Manettia paraguariensis
Manettia paraguariensis là một loài thực vật có hoa trong họ Thiến thảo. Loài này được Chodat mô tả khoa học đầu tiên năm 1899.